# 72-я отдельная механизированная бригада
72-я отдельная механизированная бригада имени Чёрных запорожцев (укр. 72-га окрема механізована бригада імені Чорних Запорожців, сокр. 72 ОМБр или 72 омехбр, в/ч А2167, пп В0849) — тактическое соединение Сухопутных войск Украины. Размещается в городе Белая Церковь Киевской области. Бригада создана в 2002 году на базе 72-й гвардейской механизированной дивизии, в свою очередь ведёт историю от 72-й гвардейской мотострелковой дивизии.
С 2014 года бригада участвовала в Войне на востоке Украины. Подразделения бригады летом 2014 г. вели тяжёлые бои на российско-украинской границе, в Мариуполе, а зимой 2016 г. — в авдеевской промзоне. 

## История
В 1992 году 72-я гвардейская мотострелковая дивизия перешла под юрисдикцию Украины и вошла в состав Вооружённых сил Украины. Соединение получило название — 72-я механизированная дивизия. На тот момент подразделения дивизии располагались в трёх постоянных местах дислокации на территории разных областей: Киевской (г. Белая Церковь), Черниговской (пгт. Гончаровское) и Черкасской (г. Смела). Поскольку Киевский военный округ расформировался, дивизия в составе 1-й гвардейской общевойсковой армии перешла к Одесскому военному округу. До 1996 года находилась в составе 1-го армейского корпуса.
После переформирования 1-го армейского корпуса в Северное оперативно-территориальное командование дивизия осталась в его составе оказавшись в подчинении 8-го армейского корпуса. Изменения претерпел состав дивизии. Танковый полк был выведен из дивизии и развёрнут в 1-ю отдельную танковую бригаду, а один из мотострелковых полков переформирован в танковый батальон.
На основании Указа Президента Украины от 30 октября 2000 № 1173 соединению было возвращено почётное наименование и государственные награды.
В 2001 году в военном параде в честь 10-летия независимости Украины принял участие парадный расчёт 224-го механизированного полка.
В 2002 году, в рамках общевойсковой реформы дивизию переформировали в бригаду.
В августе 2017 бригада получила почётное именное название в честь военного формирования времён УНР — Чёрных запорожцев.

## Российско-украинская война

### Мариуполь
Боевой путь соединения начался 8 марта 2014 года, когда воинская часть была поднята по тревоге. Уже в конце марта отдельные подразделения удерживали оборону вокруг Мариуполя и Волновахи Донецкой области (Приазовье). 1-й механизированный батальон под командованием Ивана Войтенко удерживал Мариупольский аэропорт. В мае частично заброшен в только отвоеванный Донецкий аэропорт. В аэропорту рота Богдана Барды удерживала оборону более 70 дней, а частично зашёл на охрану 248-километровой пограничной зоны от Амвросиевки к Изварино.
2-й механизированный батальон, под командованием Михаила Драпатого, с марта по май 2014 года держал оборону вокруг Волновахи.
2-й механизированный батальон впоследствии находился вблизи Амвросиевки.

### Ракетная атака под Зеленопольем
Ночью 11 июля 2014 года украинские силы, состоявшие из подразделений 72-й омехбр, 24-й омехбр и 79-й оаэмбр в ходе выдвижения на границу с РФ для усиления Южного армейской группировки, попали под обстрел из реактивных установок «Град» российскими регулярными вооружёнными силами возле с. Зеленополье, находящегося в 17 км к юго-востоку от г. Ровеньки (Свердловского района Луганской области). Подразделения 72-й бригады не понесли потерь убитыми, однако украинские силы в целом потеряли по меньшей мере 36 человек погибшими.
16 июля подразделения были атакованы из реактивных установок «Град» с территории РФ (из-под Гуково), военные находились в тот день под Свердловском, в Червонопартизанске.

### Бои под Изварино
С субботы 12 июля 2014 года подразделения 72-й отдельной механизированной бригады, 1-й и 2-й батальон, находились в окружении пророссийских сил в пунктах пропуска Изварино, Свердловская, Краснопартизанская в Луганской области. Они не получали подкрепления, постоянно подвергались обстрелу и имели значительные потери. Вместе с ними в окружении находились военные 24-й механизированной и 79-й аэромобильной бригад, которые в свою очередь понесли значительные потери после обстрела реактивной артиллерией в Зеленополье 11 июля 2014.
30 июля после взятия под контроль высоты Саур-Могила в Донецкой области украинским силам удалось разблокировать военных 72-й механизированной и 79-й аэромобильной бригад, которые долгое время находились в окружении между российской границей и пророссийскими сепаратистами.
3 августа после двухнедельного перерыва обстрелы украинских подразделений в Изварино внезапно усилились. В ультимативной форме было предложено сдаться, выйти на территорию РФ вместе с техникой и оставшимся боекомплектом — или погибнуть под шквальным огнем артиллерии. Комбаты первого и второго батальонов Иван Войтенко и Михаил Драпатый приняли решение разделиться и выходить двумя путями: через Россию и на прорыв по 50-километровому коридору через перекрёстный огонь с подконтрольной сепаратистами территории и РФ.
В ночь с 3 на 4 августа часть 1-го батальона 72-й бригады под командованием комбата капитана Ивана Войтенко и начштаба Александра Охрименко, взорвав остатки боевой техники и уничтожив своё оружие, вместе с подразделением пограничников вынуждено отошла с территории Украины на территорию Российской Федерации в районе Гуково. СНБО сначала сообщала, что границу перешли 171 воин бригады и 140 пограничников (всего 311), а Пограничная служба ФСБ РФ сообщала о 274 военных и 164 украинских пограничников (всего 438). 5 августа украинские военные, после того как с ними вышли на контакт через Специальную мониторинговую миссию ОБСЕ в Украине, вернулись гуманитарным коридором на территорию Украины, пресс-служба АТО сообщила уже о 195 военнослужащих. Пророссийские силы обстреляли колонну безоружных военнослужащих 72-й бригады. 7 августа пресс-центр АТО сообщил, что 72 военнослужащих 72-й бригады вернулись на территорию Украины с территории Российской Федерации.
В ночь с 3 на 4 августа комбат 2-го механизированного батальона Михаил Драпатый повёл своих 260 бойцов на 31 бронемашине на прорыв. Утром 4 августа колонна добралась в Зеленополье, где располагались 79-я оаэмбр и 24-я омехбр. Вместе с ними в ночь с 6 на 7 августа бойцы 72-й омехбр осуществили второй, решающий этап своего прорыва, выйдя из так называемого «Изваринского котла» в полном составе, не потеряв ни одного военного.
10 августа министр обороны Украины генерал-полковник Валерий Гелетей сообщил, что 72-ю отдельную гвардейскую механизированную бригаду отвели на безопасные рубежи на доукомплектование.

Они истощены, но не сломленны, настоящие герои — они удерживали государственную границу, оттащили на себя немалые силы террористов, сдерживали колонны бронетехники кремлёвских наёмников и обеспечили таким образом условия для наступательной операции Вооруженных сил Украины на других направлениях. Как один из результатов операции — взятие стратегических высот, которые позволяют нам сегодня контролировать данный сектор. Особенно хотел бы отметить командира одного из батальонов бригады майора Михаила Драпатого и начальника штаба бригады подполковника Ивана Гараза, которые вместе со своими бойцами несмотря на все держали оборону под ударами российской реактивной артиллерии.
— генерал-полковник Валерий Гелетей

### После доукомплектования
В течение месяца, после вывода части из зоны АТО, в бригаде было проведено доукомплектование личным составом и боевой техникой. Военнослужащие имели возможность отдохнуть, встретиться с родными. А все подразделения отдельной механизированной бригады были полностью укомплектованы исправной техникой, пополнены запасы боеприпасов и материально-технических средств.
Из-за вторжения регулярных войск, несколько подразделений 72-й омехбр должны были спешно возвращаться на передовую. Так, вновь 3-й мехбат, своим ходом вернувшись из Мелитополя в Волноваху, 28 августа участвовал в освобождении двух рот нацгвардии с «Иловайского котла» вблизи Старобешево, Комсомольская, и обеспечивал охрану раненых военных и медперсонала, которых спешно вывозили из Старобешевского госпиталя. В начале 3 сентября механизированный батальон под командованием майора Валерия Гудзя остановил попытку танкового прорыва противника под селом Петровским, заняв оборону в близлежащих степях, которую удерживает до сих пор.
В конце сентября последняя батальонная тактическая группа 72-й омехбр отправилась в район выполнения задач. Таким образом бригада после восстановления боеспособности снова вернулась в зону антитеррористической операции. С осени 2014 года подразделения бригады несли службу в Волновахском районе Донецкой области.

### Авдеевка
В конце октября 2016 года подразделения бригады заступили на позиции в районе промзоны Авдеевки и Верхнеторецкого.
29 января — 3 февраля 2017 года бригада вела тяжёлые бои в районе промышленной зоны Авдеевки. Бойцам бригады удалось выбить пророссийские формирования с позиции Алмаз в серой зоне. В бою погиб капитан Андрей Кизило. Он посмертно удостоен звания Героя Украины. Орденом Богдана Хмельницкого 3 степени награждены 6 бойцов, один из которых посмертно. Орденом «За мужество» 3 степени награждены 15 бойцов, 7 из которых посмертно. Позицию Алмаз переименовали в честь капитана Андрея Кизило, она носит его псевдоним Орёл.
29 июня 2017 года с позиций Орёл было опубликован репортаж с фото, на одной из фотографий был снят памятный камень в честь Андрея.
29—30 июня обострилась ситуация вблизи села Каменка (Ясиноватский район). Подразделения ДНР заняли «серую зону» в 600 м от села и начали обустраивать там свои позиции с огневым прикрытием со стороны Крутой Балки, Ясиноватой и Васильевки, с использованием танков, артиллерии и миномётов.
В начале ноября 2017 года 72-я бригада имени Чёрных запорожцев вернулась из зоны проведения АТО на постоянное место дислокации.

### Вторжение России на Украину (с 2022)
Принимает участие в боях на востоке Украины с начала полномасштабного вторжения России на Украину. В феврале 2023 года 72-мехбр обороняла Угледар от атак 155-й и 40-й бригад морской пехоты РФ. По заявлением украинских военных под Угледаром произошло «крупнейшее танковое сражение войны». Во время боёв 72-я бригада удержала город и нанесла обеим российским бригадам очень тяжелые потери, только визуально подтверждённые потери российской бронетехники составили 130 единиц (танков, БМП и БТР).
30 сентября 2024 года The Daily Telegraph сообщил, что ранее из Угледара был отозван командир 72 отдельной механизированной бригады ВСУ, полковник Иван Винник. По мнению ряда источников, это было сделано для его спасения перед падением города.
В сентябре 2024 года в ходе обороны Угледара, по словам одного из солдат, российские войска убили и ранили много военнослужащих бригады. Многие пропали без вести. 72 бригада была вынуждена отступить из города через узкий коридор , чтобы избежать полного окружения.
Согласно информации офицера бригады, во время боёв за Угледар, в некоторых ротах бригады вместо штатных 120 человек состояло всего по 10 бойцов. Это было вызвано как боевыми потерями, так и дезертирством, на которое приходилось 20% пропавших без вести военнослужащих.
По состоянию на середину июня 2025 года военнослужащие 72 омехбр участвовали в боевых действиях на территории Днепропетровской области, куда незадолго до этого зашли подразделения ВС РФ.

## Состав
- управления (штаб)
- 1-й механизированный батальон
- 2-й механизированный батальон
- 3-й механизированный батальон
- 12-й отдельный мотопехотный батальон
- танковый батальон
- зенитный ракетно-артиллерийский дивизион (2С6 «Тунгуска»)[28]
- бригадная артиллерийская группа
  - батарея управления и артиллерийской разведки
  - 1-й самоходный артиллерийский дивизион
  - 2-й самоходный артиллерийский дивизион
  - реактивный артиллерийский дивизион
  - противотанковый артиллерийский дивизион
- рота снайперов
- разведывательная рота
- узел связи
- рота радиоэлектронной борьбы
- радиолокационная рота
- группа инженерного обеспечения
- рота РХБ защиты
- батальон материально-технического обеспечения
- ремонтно-восстановительный батальон
- медицинская рота
- комендантский взвод

## Командование
Командиры
- ?: полковник Цицюрский
- 1996—1998: полковник Педченко, Григорий Николаевич
- 1998—2002: генерал-майор Безлущенко, Сергей Иванович[укр.]
- полковник Сырский, Александр Станиславович
- 2005—2007: полковник Хомчак, Руслан Борисович
- 2007—2015: полковник Грищенко, Андрей Николаевич[укр.]
- 2015—2017: полковник Соколов, Андрей Васильевич[укр.][29]
- Ноябрь 2017 — май 2019: полковник Татусь, Руслан Вадимович[укр.][30]
- Май 2019 — август 2021: полковник Богомолов, Артём Евгеньевич[31]
- Август 2021 — 9 августа 2022: полковник Вдовиченко, Александр Петрович
- С 9 августа 2022: полковник Винник, Иван Иванович[32]

Начальники штаба
- 2014—2015: подполковник Гараз, Иван Викторович[укр.][33][34]

## Традиции

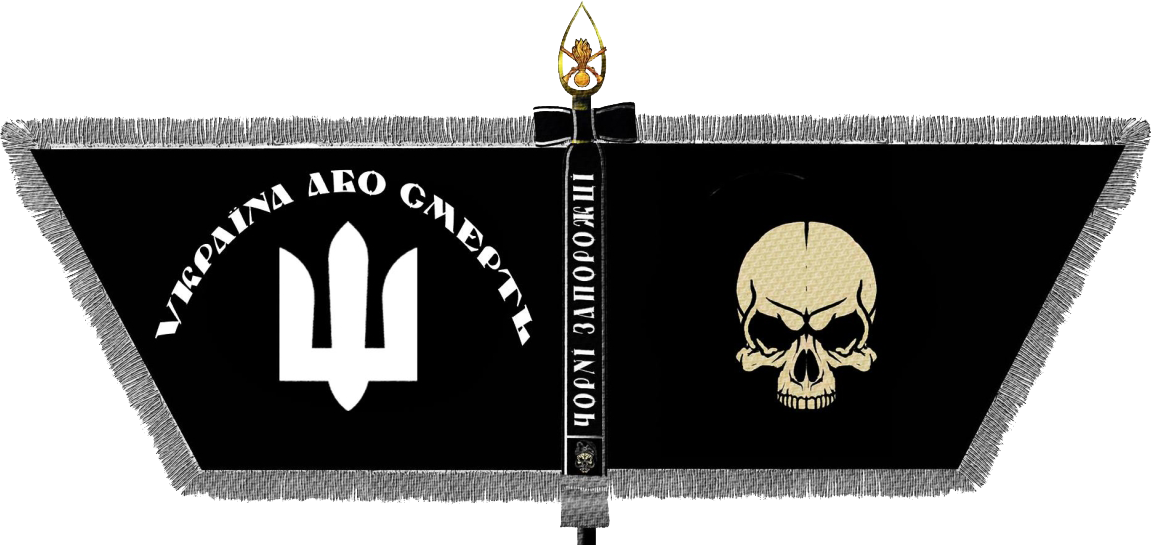
Неофициальное знамя 72-й бригады

Собственная символика появилась в дивизии ещё во второй половине 1990-х годов. Осенью 1996 начальник группы социально-психологического отделения 229-го механизированного полка 72-й механизированной дивизии майор В. Пекний разработал систему нарукавных эмблем управления и частей этого соединения. Эмблемы частей представляли собой щит единой формы и размеров, разделён по горизонтали на две половины. В верхней половине щита находилась символика дивизии: лук с тремя стрелами из городского герба Белой Церкви на фоне крепостной стены и восходящего солнца. Нижняя половина щита предназначалась для символики конкретного полка или отдельного батальона.
Бригада имеет марш: «Храбрые ребята, отважное войско».
До 2017 года носила почётное наименование «Красноградско-Киевской».
23 августа 2017, с целью восстановления исторических традиций национального войска относительно названий военных частей, с учётом образцового выполнения поставленных задач, высокие показатели в боевой подготовке и по случаю 26-й годовщины независимости Украины, указом Президента Украины Петра Порошенко бригаду назвали в честь Чёрных запорожцев. 24 августа 2017, на параде ко дню независимости Украины, Президент Украины Пётр Порошенко вручил бригаде боевое знамя.
7 марта 2019 начальник Генерального штаба ВСУ Виктор Муженко утвердил новую символику бригады. Нарукавный знак состоит из двух элементов: нарукавной эмблемы и девизной ленты. Эмблема содержит британский геральдический щит красного цвета, цвет щита символизирует принадлежность к пункту постоянной дислокации — Белой Церкви, цвет эмблемы который также красный. В основе щита — изображение чёрного треугольника, сочетающий углы щита, который символизирует чёрный головной убор — шлык бойца конного полка Чёрных Запорожцев. В центре щита — изображение «адамовой головы», который находился на обратной стороне знамени Чёрных запорожцев. Девизная лента представляет собой посередине изогнутую вверх фигурную ленту с девизом конного полка Чёрных запорожцев «Украина или смерть».
В декабре 2019 бригада получила боевое знамя (без официального статуса)по мотивам исторической символики конного полка Чёрных запорожцев.